# Osvaldo Bailo
Osvaldo Danço (Serravalle Scrivia, 12 de setembro de 1912 - Serravalle Scrivia, 28 de fevereiro de 1997) foi um ciclista italiano, que foi profissional entre 1934 e 1949. Em seu palmarés destacam algumas semiclàssiques italianas, como o Giro de Emilia ou o Giro do Lacio e o facto de levar a maglia rosa durante duas etapas ao Giro de Itália de 1940.

## Palmarés
- 1934
  - 1º na Alessandria-Fegino
- 1935
  - Vencedor de uma etapa do Grande Prêmio Journal de Niza
- 1937
  - 1º no Giro da Romagna
  - 1º na Coppa Guttalin
- 1938
  - 1º na Coppa Zucchi
  - 1º no Troféu do Império
- 1940
  - 1º no Giro de Emilia
- 1941
  - Campeão de Itália independente 
  - 1º no Giro das Marcas
  - 1º no Grande Prêmio de Ancona
- 1942
  - 1º no Giro do Lacio
  - 1º no Circuito do Lacio
- 1946
  - 1º na Coppa Bernocchi
  - 1º no Tour nortenho-oeste

### Resultados ao Giro de Itália
- 1934. Abandona (3ª etapa)
- 1935. Abandona (9ª etapa)
- 1936. Abandona (6ª etapa)
- 1938. Abandona (3ª etapa)
- 1940. Abandona (8ª etapa).. Levou a maglia rosa durante 2 etapas